# Tito Quincio Flaminino (cónsul 150 a. C.)
Tito Quincio Flaminino  magistrado romano, cónsul en el año 150 a. C. junto con Manio Acilio Balbo, año en el cual Cicerón pone su diálogo "Catón", o "De Senectute", cuando Catón tenía 84 años de edad. 
Erigió un templo a la Piedad en el lugar donde había antes una prisión donde una hija había dado un ejemplo de piedad hacia su madre. Más tarde el lugar fue ocupado por el teatro de Marcelo.